# Louis Begley
Louis Begley, geboren als Ludwik Begleiter (Stryj, 6 oktober 1933), is een in Polen geboren Joods-Amerikaanse romanschrijver. Hij is vooral bekend door zijn semi-autobiografische Holocaust-roman “Wartime Lies” (1991), “About Schmidt” (1996), “Schmidt Delivered” (2000) en “Schmidt Steps Back” (2012).

## Levensloop

### Tweede Wereldoorlog
Louis Begley werd geboren als enig kind van een arts, David Begleiter (1899–1964), en zijn vrouw Franciszka Hauser (1910–2004). Het Joods gezin woonde in Stryj, destijds een stad met ca. 30.000 inwoners in Galicië, dat een deel was van Polen en tegenwoordig tot Oekraïne behoort. In 1939 werd de regio bezet door de Sovjet-Unie vanwege het Molotov-Ribbentroppact. Zijn vader werd in 1941, tijdens de Operatie Barbarossa, naar de Sovjet-Unie gedeporteerd en bracht het grootste deel van de oorlog door in Samarkand, een stad in de Oezbeekse Socialistische Sovjetrepubliek. Zijn grootouders van vaderskant werden in september 1941 gedeporteerd en vermoord, de grootouders van moederskant wisten onder te duiken met behulp van valse papieren.
Begley en zijn moeder vluchtten in de winter van 1941-42 naar Lemberg, waar ze zichzelf identificeerden als Poolse katholieken met vervalste papieren. In maart 1943 vluchtten moeder en zoon verder naar Warschau. Tijdens de Opstand van Warschau woonden ze van augustus tot september 1944 in een kelder. Nadat de opstand was onderdrukt, wist zijn moeder zichzelf en de jonge Begley te redden door zich te verstoppen in een dorp in Mazovië en later in de Poolse stad Kielce, totdat het Rode Leger in januari 1945 de Duitsers terugdrong.

### Na de oorlog
In Krakau ontmoetten moeder en zoon opnieuw vader David, die was teruggekeerd uit de Sovjet-Unie. Vanwege de aanhoudende antisemitische pogroms in Polen besloot het gezin te emigreren. Nadat zijn vader tevergeefs probeerde een uitreisvergunning te krijgen, verliet het gezin in de herfst van 1946 Polen op een illegale manier. Ze bleven tot eind februari 1947 in Parijs, om uiteindelijk op 3 maart 1947 naar New York te verhuizen. Om de integratie in de VS te vergemakkelijken, veranderde de familie hun naam van Begleiter naar Begley. Zijn vader veranderde zijn naam van David naar Edward, zijn moeder van Franciszka naar Frances en Ludwik werd Louis. Het gezin woonde eerst in Manhattan, totdat ze in 1948 verhuisden naar Flatbush, waar zijn vader een huisartsenpraktijk opende.
Begley studeerde van 1956 tot 1959 Engelse literatuur aan het Harvard College. Daarna werkte hij voor ‘The Advocate’, een literair tijdschrift. In de jaren die daarna volgden werd Begley senior partner bij “Debevoise & Plimpton”. Hij is betrokken geweest bij talloze internationale transacties, waardoor hij naar grote delen van de wereld afreisde. Begley was ook juridisch adviseur van beursgenoteerde ondernemingen en tevens vermogensbeheerder en trustee van grote particuliere activa. Als gasthoogleraar gaf hij jarenlang les aan de Waltham Business School, de University of Pennsylvania Business School en internationaal contractenrecht in Peking.

## Prijzen en onderscheidingen
Begley's eerste werk, Wartime Lies, won de Irish Times/Aer Lingus International Fiction Prize en de Harold V. Ribalow Prize in 1991, en de Hemingway Foundation PEN Award en de Prix Médicis in 1992. In 1995 ontving Begley de Jeanette Schocken-prijs en de American Academy of Letters Award in Literature, in 2000 de Literatuurprijs van de Literaturpreis der Konrad-Adenauer-Stiftung en in 2008 een eredoctoraat van de Ruprecht-Karls-universiteit.
In 2000 werd hij benoemd tot lid van de American Philosophical Society en Orde van Kunsten en Letteren. Hij is sinds 2011 lid van de American Academy of Arts and Letters.
- Bibsys: 90712245
- Biblioteca Nacional de España: XX1458658
- Bibliothèque nationale de France: cb12264525q (data)
- Catàleg d'autoritats de noms i títols de Catalunya: 981058609991806706
- CiNii: DA07336021
- Gemeinsame Normdatei: 115371915
- International Standard Name Identifier: 0000 0003 6845 1724
- Library of Congress Control Number: n91018358
- MusicBrainz: d6ab1fae-6572-421c-83b3-5ac8c154bc7b
- Bibliotheek van het Japanse parlement: 00511957
- Nationale Bibliotheek van Tsjechië: jn20000600774
- Nationale Bibliotheek van Israël: 987007458201805171
- Nationale Bibliotheek van Polen: a0000001150109
- Nederlandse Thesaurus van Auteursnamen: 102061580
- Réseau des bibliothèques de Suisse occidentale: 02-A002984870
- LIBRIS: 291377
- SNAC: w65t62th
- Système universitaire de documentation: 031429513
- Virtual International Authority File: 84023825
- WorldCat: E39PBJdMc7dQw6DMTt8DHKkbh3